# Tűzvirág
A Tűzvirág újabb keletű névalkotás.

## Gyakorisága
Az 1990-es években szórványos név, a 2000-es években nem szerepel a 100 leggyakoribb női név között.

## Névnapok
Ajánlott névnap
- július 29.[2]
- november 24.[2]